# Mauvezin-sur-Gupie
Mauvezin-sur-Gupie är en kommun i departementet Lot-et-Garonne i regionen Nouvelle-Aquitaine i sydvästra Frankrike. Kommunen ligger i kantonen Marmande-Ouest som tillhör arrondissementet Marmande. År 2022 hade Mauvezin-sur-Gupie 611 invånare.

## Befolkningsutveckling
Antalet invånare i kommunen Mauvezin-sur-Gupie
| Referens: INSEE |